# Сариєр (футбольний клуб)
Спортивний клуб «Сариєр»  (тур. Sarıyer Spor Kulübü) — турецький футбольний клуб зі Стамбула, заснований у 1940 році. Виступає у Другій лізі. Домашні матчі приймає на стадіоні «Юсуф Зія Оніш», місткістю 10 000 глядачів.

## Досягнення
- Балканський кубок
  - Чемпіон: 1991–92.